# Thomas Gerard Wenski
Thomas Gerard Wenski (West Palm Beach, 18 ottobre 1950) è un arcivescovo cattolico statunitense, dal 20 aprile 2010 arcivescovo metropolita di Miami.

## Biografia
Thomas Gerard Wenski è nato a West Palm Beach, in Florida, il 18 ottobre 1950 da Chester S. Wenski e Louise M. (nata Zawacki). Suo padre nacque in Polonia con il cognome "Wiśniewski", e arrivò negli Stati Uniti d'America con i suoi genitori nel 1910 all'età di due anni. La famiglia adottò in seguito una versione anglicizzata del cognome, "Wenski". Sia Chester sia Louise crebbero nei quartieri polacchi di Detroit, in Michigan, ma si trasferirono in Florida dopo il loro matrimonio. Insieme gestivano un'attività di verniciatura a spruzzo di case. Thomas Gerard ha una sorella, Mary Engle.

### Formazione e ministero sacerdotale
Wenski è cresciuto a Lake Worth e lì ha frequentato la Sacred Heart School. Ha deciso di diventare sacerdote in terza elementare. In seguito ha ricordato: "Non mi sono mai immaginato come nient'altro; era quello che Dio voleva che facessi, anche se a volte esitavo sul fatto che volessi farlo". All'età di 13 anni è entrato nel seminario "San Giovanni Vianney" di Miami. Ricordando i suoi dodici anni in seminario, si è autodefinito come un "seminarista molto liberale", mettendo in dubbio l'insegnamento cattolico sul celibato ecclesiastico e il sacerdozio femminile. Le sue opinioni alla fine sono diventate più conservatrici grazie alla sua esperienza tra gli immigrati cubani e alle letture sui regimi comunisti in Polonia e Cuba. Nel 1970 ha conseguito l'associate degree.
Ha iniziato gli studi di filosofia e teologia al seminario provinciale "San Vincenzo de' Paoli" di Boynton Beach. Nel 1972 ha conseguito il Bachelor of Arts in filosofia e nel 1975 il Master of Divinity. Nel 1993 ha conseguito un Master of Arts in sociologia presso la Scuola di sociologia della Fordham University e ha frequentato dei corsi estivi presso l'Università Cattolica di Lublino, in Polonia, nel 1981 e nel 1983 .
Ha imparato lo spagnolo dai compagni di classe e al seminario regionale di Boynton Beach, oltre che ascoltando le stazioni radio cubane e frequentando Hialeah e Little Havana.
Nel 1975 è stato premiato con il titolo di "seminarista dell'anno".
Il 15 maggio 1976 è stato ordinato presbitero per l'arcidiocesi di Miami da monsignor Coleman Francis Carroll. Il suo primo incarico è stato quello di vicario parrocchiale della parrocchia del Corpus Christi a Miami dove è rimasto per tre anni. In quella parrocchia si è interessato ai fedeli haitiani che partecipavano alla messa in creolo ed è stato inviato ad Haiti per studiare la cultura creola e haitiana. Quando nel 1979 è tornato a Miami è stato incaricato di seguire l'apostolato haitiano operante nella cattedrale di Santa Maria. Ha poi prestato servizio come direttore associato e successivamente direttore del Centro cattolico haitiano "Pierre Toussaint" di Miami fino al 1997. Esso offre asili nido, lezioni di inglese, consulenza legale e rinvii di lavoro agli immigrati haitiani. Negli anni è stato parroco di tre parrocchie haitiane nell'arcidiocesi: Nostra Signora di Haiti a Miami dal 1985 al 1998, missione della Divina Misericordia a Fort Lauderdale dal 1987 al 1997 e San Giuseppe a Pompano Beach dal 1991 al 1997. Il suo contatto con la comunità cattolica haitiana a Miami è stato accolto con ferma opposizione dal sacerdote e attivista haitiano Gérard Jean-Juste, che in seguito ha però considerato Wenski come un alleato. Ha fatto amicizia anche con Jean-Bertrand Aristide, un ex-prete che in seguito è divenuto il primo presidente democraticamente eletto di Haiti e nel 2003 ha dichiarato il vudù una religione riconosciuta dalla legge.
Ha viaggiato spesso fino a Winter Haven, Fort Pierce e Immokalee per celebrare la messa con le comunità haitiane, un tragitto che lo ha spinto a ottenere la licenza di pilota. Il suo ministero includeva anche frequenti visite al centro di detenzione di Krome Avenue, dove i rifugiati appena arrivati spesso languivano per mesi.
Ha imparato anche imparato a utilizzare il desktop publishing e da solo ha pubblicato il primo giornale in lingua creola della nazione, Lavwa Katolik (La Voce Cattolica).
Wenski ha celebrato la messa settimanale in inglese per la televisione WPLG, l'affiliata locale della ABC, dal 1992 al 1997, ed è stato direttore del ministero ai gruppi etnici non ispanici. Nel 1994 è diventato professore a contratto presso il seminario "San Vincenzo de' Paoli". Nel gennaio del 1996 è stato nominato direttore arcidiocesano di Catholic Charities. In questa veste ha contribuito a tessere un rapporto con Caritas Cuba, il braccio del servizio sociale della Chiesa cattolica a Cuba. Nello stesso anno, ha guidato un'operazione di soccorso in cui ha consegnato oltre 68 000 kg di cibo a Caritas Cuba da distribuire alle persone rimaste senza casa a causa dell'uragano Lili.
È stato anche direttore della campagna cattolica per lo sviluppo umano, direttori dei soccorsi in caso di calamità, membro della commissione cattolica per la difesa sociale, direttore del ministero per le minoranze sessuali dal 1996 al 2003, membro del comitato arcidiocesano per la pietà popolare, del consiglio presbiterale, segretario del Catholic Community Service Board, Catholic Child Welfare Trust Board e Catholic Family and Children's Services; rappresentante dell'arcivescovo presso la Greater Miami Religious Leaders Coalition e membro del consiglio di amministrazione del Florida Loan Fund.
Nel 1987 è stato insignito del premio annuale del seminario regionale "San Vincenzo de' Paoli" per sacerdoti eccezionali per il suo "zelo apostolico e apertura multiculturale". È stato il terzo destinatario di questa onorificenza ed il primo alunno del suo seminario ad esserne stato insignito. Nel 1994 il Miami Herald lo ha premiato con il Charles Whited Spirit of Excellence Award. Nel 1996 ha ricevuto il premio Padre Moczygemba dalla National Polish American Priests' Association.

### Ministero episcopale
Il 24 giugno 1997 papa Giovanni Paolo II lo ha nominato vescovo ausiliare di Miami e titolare di Kearney. Ha ricevuto l'ordinazione episcopale il 3 settembre successivo dall'arcivescovo metropolita di Miami John Clement Favalora, co-consacranti l'arcivescovo emerito della stessa arcidiocesi Edward Anthony McCarthy e il vescovo ausiliare della stessa Agustín Alejo Román Rodríguez.
Ha prestato servizio come vicario episcopale per le contee di Broward e di Monroe.
Oltre ai suoi doveri episcopali, Wenski ha prestato servizio in numerosi consigli, tra cui quelli del Catholic Hospice, di Catholic Charities, di Catholic Charities Legal Services e della St. Thomas University.
Il 1º luglio 2003 papa Giovanni Paolo II lo ha nominato vescovo coadiutore di Orlando. Il 22 agosto successivo è entrato in diocesi. Il 13 novembre 2004 è succeduto alla medesima sede. È stato il primo vescovo di Orlando nato in Florida.
Nel 2004 ha convocato il primo sinodo diocesano. Ha tenuto sessioni di ascolto con un gruppo eterogeneo di cattolici per ascoltare le loro preoccupazioni e le speranze per il futuro della diocesi. Ha designato il 2008 come "Anno dell'evangelizzazione", ponendo maggiore enfasi sull'approfondimento della fede di tutte le persone. Al momento del suo trasferimento a Miami nel 2010, stava guidando la diocesi attraverso le prime fasi di una campagna di raccolta fondi da 150 milioni di dollari e di un ampio rinnovamento della cattedrale di San Giacomo.
Nell'ottobre del 2007 è stato selezionato per far parte del consiglio di amministrazione della Florida Specialty Crop Foundation, un ente di beneficenza pubblico senza scopo di lucro che risponde alle sfide che devono affrontare i produttori di colture speciali e le altre parti interessate. Nel settembre del 2008 ha tenuto un'invocazione alla Convention Nazionale Repubblicana a Saint Paul, Minnesota. Nel marzo del 2009 è entrato a far parte del comitato consultivo nazionale del conservatore Catholic Leadership Institute per il programma "Good Leaders, Good Shepherds". Nel maggio di quell'anno, ha tenuto una messa di riparazione per la decisione dell'Università di Notre Dame a South Bend di far pronunciare il discorso di apertura al presidente Barack Obama e di assegnargli una laurea honoris causa. Molti leader cattolici erano espressi in modo contrario viste le opinioni pro-choice in materia di aborto del presidente. Alla messa, ha denunciato Obama per le sue "opinioni piuttosto estremiste sull'aborto" e ha detto che le "azioni di Notre Dame suggeriscono che, a differenza di Carrie Prejean, manca di coraggio nelle sue convinzioni".
Durante il suo mandato ha creato sei nuove parrocchie e due missioni. La sua campagna di raccolta fondi ha raccolto 100 milioni di dollari. Dopo avere inviato una petizione alla Santa Sede ha ottenuto che due chiese della diocesi, la chiesa di San Paolo a Daytona Beach e il santuario nazionale di Maria, Regina dell'Universo a Orlando, fossero innalzate allo status di basiliche minori. Ha avviato una stazione radio in lingua spagnola, Buena Nueva FM, che si affianca al quotidiano in lingua spagnola El Clarín.
Il 20 aprile 2010 papa Benedetto XVI lo ha nominato arcivescovo metropolita di Miami. Dopo la sua nomina, si è detto "umile per la fiducia del Santo Padre in me e consapevole dei miei limiti e delle mie mancanze [...]". È succeduto all'arcivescovo John Clement Favalora. È così divenuto il primo nativo dell'arcidiocesi ad assumerne la guida. Ha preso possesso dell'arcidiocesi il 1º giugno successivo con una cerimonia nella cattedrale di Santa Maria a Miami. Il 29 dello stesso mese il papa gli ha imposto il pallio, simbolo degli arcivescovi metropoliti, durante una celebrazione svoltasi nella basilica di San Pietro in Vaticano.
Il 2 febbraio 2012 ha celebrato un solenne pontificale nella forma della messa tridentina, la prima celebrazione del genere tenutasi nello stato della Florida in più di 40 anni.
Wenski ha creato l'annuale giro in motocicletta dell'arcivescovo, in parte perché ama le motociclette, in parte per raccogliere fondi per il Centro di recupero dalle dipendenze "San Luca".
Attualmente è l'unico nativo della Florida a guidare una diocesi nello Stato.
Nel maggio del 2012 e nel febbraio del 2020 ha compiuto la visita ad limina.
In seno alla Conferenza dei vescovo cattolici degli Stati Uniti è stato membro del comitato per le migrazioni; presidente dello stesso dal 2002 al 2004; presidente della commissione per la politica internazionale dal 2004 al 2008; consulente del comitato per la giustizia e la pace internazionale; presidente dello stesso dal 2005 al 2008; membro del comitato per la giustizia interna e lo sviluppo umano; presidente dello stesso dal 2013 al 2016; presidente del comitato per la libertà religiosa dal luglio al novembre del 2020; membro del sottocomitato sulla Chiesa in America Latina; consulente del comitato per le attività per la vita; membro del sottocomitato per la Chiesa in Africa; membro del comitato del Collegio americano dell'Immacolata Concezione in rappresentanza della regione ecclesiastica XIV e della task force sulla diversità culturale nella Chiesa.
Attualmente è il vescovo moderatore per i servizi sanitari cattolici della Conferenza cattolica della Florida.
È stato anche membro del Trust per i senzatetto della contea di Miami-Dade; membro del Consiglio di coordinamento della contea di Broward; del consiglio di amministrazione Catholic Legal Immigration Network, Inc. (CLINIC); presidente dello stesso dal 1998 al 2001; membro del consiglio di Catholic Relief Services; membro del consiglio di amministrazione del Catholic Leadership Institute, "Good Leaders, Good Shepherds"; membro del consiglio di amministrazione del seminario "San Giovanni Vianney" di Miami; membro del consiglio di fondazione del seminario "San Vincenzo de' Paoli" di Boynton Beach; membro del consiglio di amministrazione del seminario "Santi Cirillo e Metodio" di Orchard Lake Village, Michigan; membro del comitato consultivo della Rete Internazionale delle Migrazioni Scalabrini; membro del consiglio di amministrazione dell'Università Cattolica d'America di Washington dal 2009 al 2017 e, su nomina del governatore Jeb Bush, membro del consiglio per i senzatetto della Florida dal 2001 al 2004 e membro della task force su Haiti dal 2004 al 2005.
Parla l'inglese, lo spagnolo, il creolo haitiano e un po' di polacco.
Nel 2008 è stato insignito dell'Outstanding Community Service Award del UCF-Global Connection Foundation.
Ha ricevuto dottorati honoris causa dalla Barry University di Miami Shores nel 1997 e dall'Università di San Leo nel 2004.

## Genealogia episcopale e successione apostolica
La genealogia episcopale è:
- Cardinale Scipione Rebiba
- Cardinale Giulio Antonio Santori
- Cardinale Girolamo Bernerio, O.P.
- Arcivescovo Galeazzo Sanvitale
- Cardinale Ludovico Ludovisi
- Cardinale Luigi Caetani
- Cardinale Ulderico Carpegna
- Cardinale Paluzzo Paluzzi Altieri degli Albertoni
- Papa Benedetto XIII
- Papa Benedetto XIV
- Papa Clemente XIII
- Cardinale Marcantonio Colonna
- Cardinale Giacinto Sigismondo Gerdil, B.
- Cardinale Giulio Maria della Somaglia
- Cardinale Carlo Odescalchi, S.I.
- Cardinale Costantino Patrizi Naro
- Cardinale Lucido Maria Parocchi
- Papa Pio X
- Cardinale Gaetano De Lai
- Cardinale Raffaele Carlo Rossi, O.C.D.
- Cardinale Amleto Giovanni Cicognani
- Cardinale Pio Laghi
- Arcivescovo John Clement Favalora
- Arcivescovo Thomas Gerard Wenski

La successione apostolica è:
- Vescovo Gregory Lawrence Parkes (2012)
- Vescovo Peter Baldacchino (2014)
- Vescovo William Albert Wack, C.S.C. (2017)
- Vescovo Enrique Esteban Delgado (2017)
- Vescovo Erik Thomas Pohlmeier (2022)

## Araldica
| Stemma | Titolare                                  | Descrizione |
|        | Thomas Gerard Wenski Arcivescovo di Miami | Partito cucito: al primo troncato abbassato: al I d'azzurro, alla palma d'oro nascente, addestrata e sinistrata da due croci latine patenti d'argento; al II d'azzurro, a quattro fasce ondate d'argento; alla fascia d'oro attraversante sulla troncatura; al secondo di rosso, all'aquila d'argento, addestrata e sinistrata da due croci latine patenti d'argento, al capo ondato d'azzurro, a tre gigli d'oro ordinati in fascia, sostenuto da un filetto ondato d'argento. Ornamenti esteriori da arcivescovo metropolita. Motto: "Omnia omnibus" che significa "Tutto per tutti". |